# Сефаду (алмаз)
Сефаду — алмаз, що був знайдений в місті Сефаду в Сьєрра-Леоне в 1970 році. Маса алмазу 620 карат робить його сьомим за величиною алмазом коли-небудь знайдених і дотепер найбільшим необробленим алмазом у світі.